# Леонардо Кубелло
Леонардо Кубелло или Кубелло д’Арбореа (итал. Leonardo Cubello; 1362, Ористано — 9 сентября 1427, Ористано) — сардинский дворянин, 1-й маркиз де Ористано (1410—1427), граф Гочеано (1422—1427), сеньор-консорт Барбаджи ди Мандролизаи и Оллолаи (ок. 1412—1427), а также де-факто судья юдиката Арборея (1407—1409).

## Происхождение

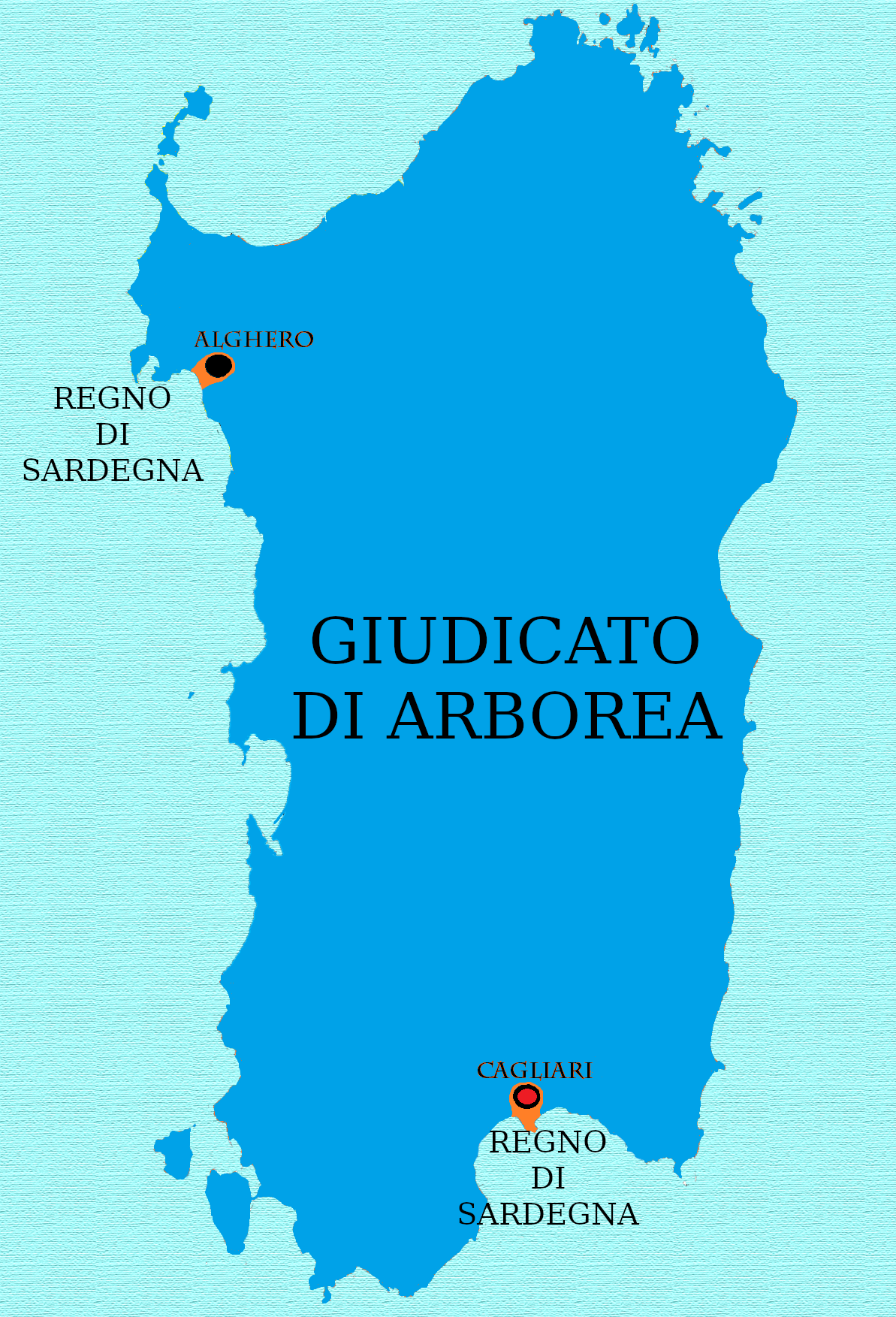
Юдикат Арборея (синим цветом), в начале первого регентства Кубелло.

Он был сыном Сальваторе, в свою очередь, сына Николы д’Арбореа (1322—1370), каноника в Лериде и Солсбери, сына Угоне II, судьи Арбореи, и Констанции Кубелло, дворянина валенсийского происхождения.

## Биография
Он родился в Ористано в 1362 году/ Между 1407 годом — годом смерти молодого судьи Мариано V — 1409 годом он осуществлял суверенитет над юдикатом Арборея в качестве регента, будучи уволен по прибытии в начале января того же года, виконтом Вильгельмом III Нарбоннским, имевшим законные претензии на престол княжества. После катастрофической битвы при Санлури Леонардо Кубелло снова исполнял обязанности регента во время отсутствия нового судьи, который отправился во Францию просить о помощи.
После смерти короля Мартина I Сицилийского, вероятно, из-за малярии, будущий маркиз был осажден в Ористано и на удивление сдался без боя. Через несколько дней, 29 или 30 марта, он подписал договор, в котором от имени старейшщин Ористано объявлял Вильгельма III Нарбоннского лишенным власти и уступал все территории, находившиеся в его владении короне Арагона, взамен получив титул 1-го маркиза Ористано с правом передачи его по наследству. Король дал ему и его потомкам разрешение не появляться непосредственно перед сюзереном, признание, которое, безусловно, имеет сходство с признанием, предоставленным судье Арбореи Мариано IV, двоюродному деду Кубелло, в Санлурийском договоре.
Сразу после подписания соглашения с Арагонским королевством семья Кубелло начала расширять свои домены. В июле 1410 года Леонардо была предоставлена территория Монтеакуто в качестве залога под ссуду в пять тысяч альфонсини королю, а несколько лет спустя, в 1413 году, ему были предоставлены территории Гильсер и Баригаду, опять же в качестве залога под ссуду. Кроме того, Мандролизаи и Барбаджа ди Оллолаи также находились под его властью, переданной его жене Квирике Дейана как наследнице его отца Джованни. В марте 1416 года он пытался купить за 25 000 флоринов графства Мармилья и Валенца, но переговоры не увенчались успехом, поскольку Кубелло считался «хорошими людьми» Кастель-ди-Каллер (Кальяри), новые владельцы этих территорий, «не очень надежные». В 1422 году король Арагона пожаловал ему титул графа Гочеано, превратив его в самого могущественного феодала королевства Сардиния и Корсика.
Леонардо Кубелло скончался 9 сентября 1427 года, оставив все свои титулы и владения своему старшему сыну Антонио.
От брака с Квирикой Дейаной у Леонардо было два сына (Антонио и Сальваторе) и одна дочь, Бенедетта, вышедшая замуж за арагонского дворянин Артале Алагона.